# Оркестр морской пехоты США
Оркестр морской пехоты США (англ. United States Marine Band, также известен как англ. The President's Own — Президентский) — оркестр Корпуса морской пехоты США, старейший военный оркестр США и старейший профессиональный оркестр США. Размещается в казармах морской пехоты в Вашингтоне.

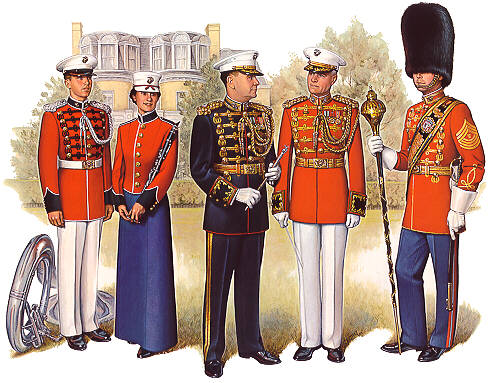
Униформа оркестра

Оркестр был создан в 1798 году. Он принимал участие во всех инаугурациях президентов США, начиная с инаугурации Томаса Джефферсона в 1801 году. 
На официальных мероприятиях с участием президента США оркестр исполняет личный гимн президента «Hail to the Chief».

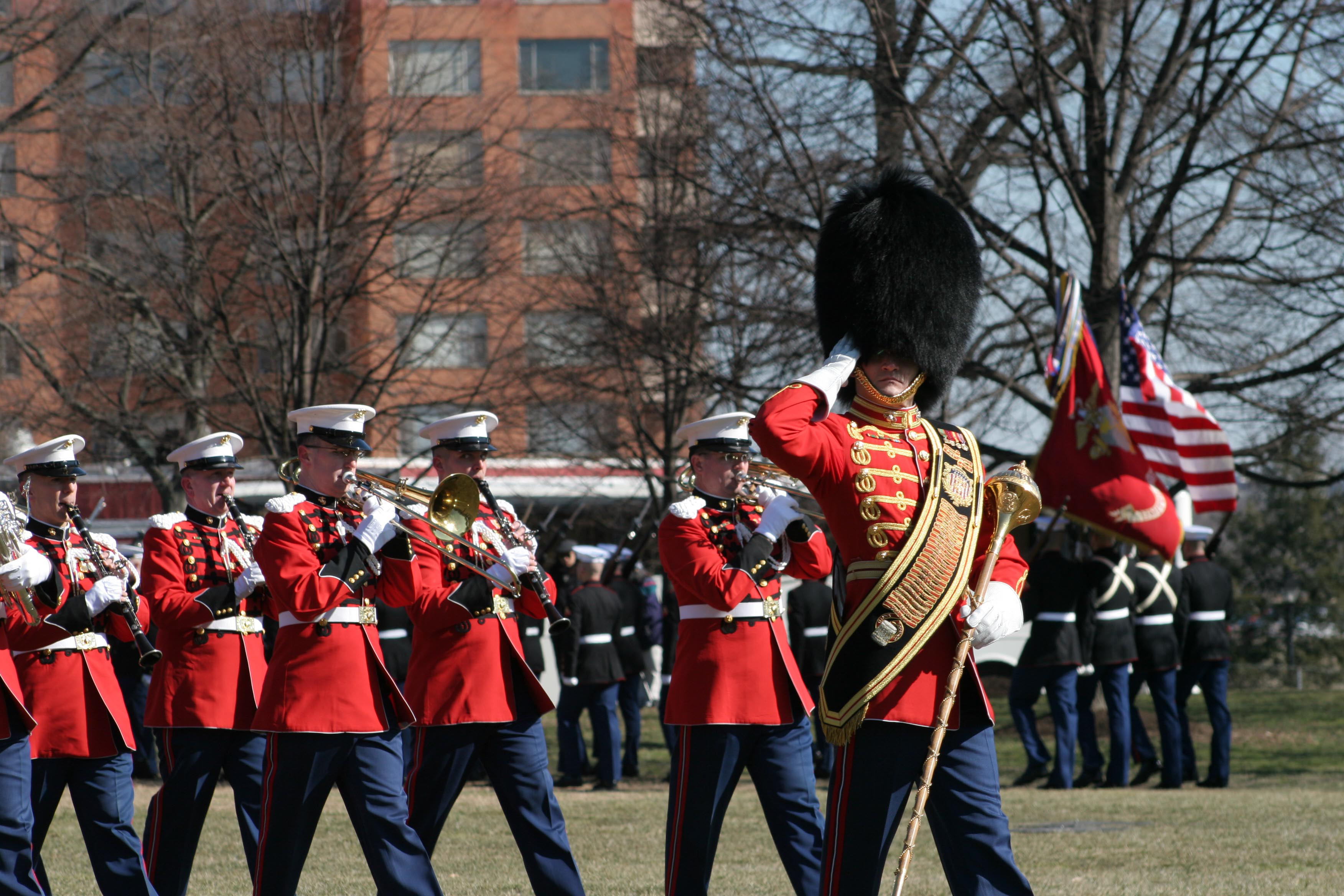
Оркестр морской пехоты у Мемориала Корпуса морской пехоты США на церемонии по случаю 60-летия битвы за Иводзиму, 19 февраля 2005 года

Оркестр морской пехоты играет не только на официальных мероприятиях. Он познакомил американцев с итальянской оперой, произведениями Вагнера и Брамса, он исполнял также фолк-музыку и джаз.